# Oligarquia Meiji

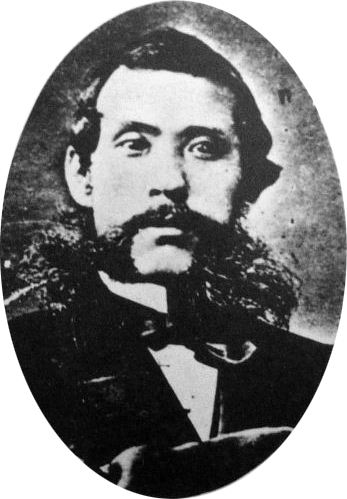
Toshimichi Okubo, um oligarquista dos Meiji.

A oligarquia Meiji, como a nova classe dominante do Japão durante o Período Meiji, foi um grupo privilegiado que exercia o poder imperial, algumas vezes despoticamente. Os membros dessa classe eram aderentes do kokugaru e acreditavam que eram os criadores de uma nova ordem, tão grande quanto a estabelecida pelo fundadores originais do Japão.